# Fontaine du puits de Grenelle
La fontaine du puits de Grenelle est une fontaine située place Georges-Mulot dans le 15e arrondissement de Paris, érigée en 1906.

## Historique
Cette fontaine a été construite à l'emplacement du premier forage artésien de Paris réalisé de 1833 à 1841. À cet emplacement se trouvaient à l'époque les abattoirs de Grenelle. C'est l'ingénieur Louis-Georges Mulot, aidé de François Arago, qui dirigeait les travaux, son nom a été donné à la place où se trouve la fontaine. L'eau fut trouvée à 548 mètres. Le captage, véhiculé dans une conduite souterraine, jaillissait à une tour métallique monumentale de 42 mètres de hauteur, édifiée en 1858 sur la place de Breteuil, à quelques centaines de mètres de là. Elle fut détruite en 1903,.

## Description
La fontaine se présente sous la forme d'un massif monumental de pierre de taille de section carrée encadré de colonnes. Sur chacune de ses faces sont apposés des médaillons de pierre représentant des personnalités dont le nom est honoré par les rues qui convergent dans cette partie du 15e arrondissement :

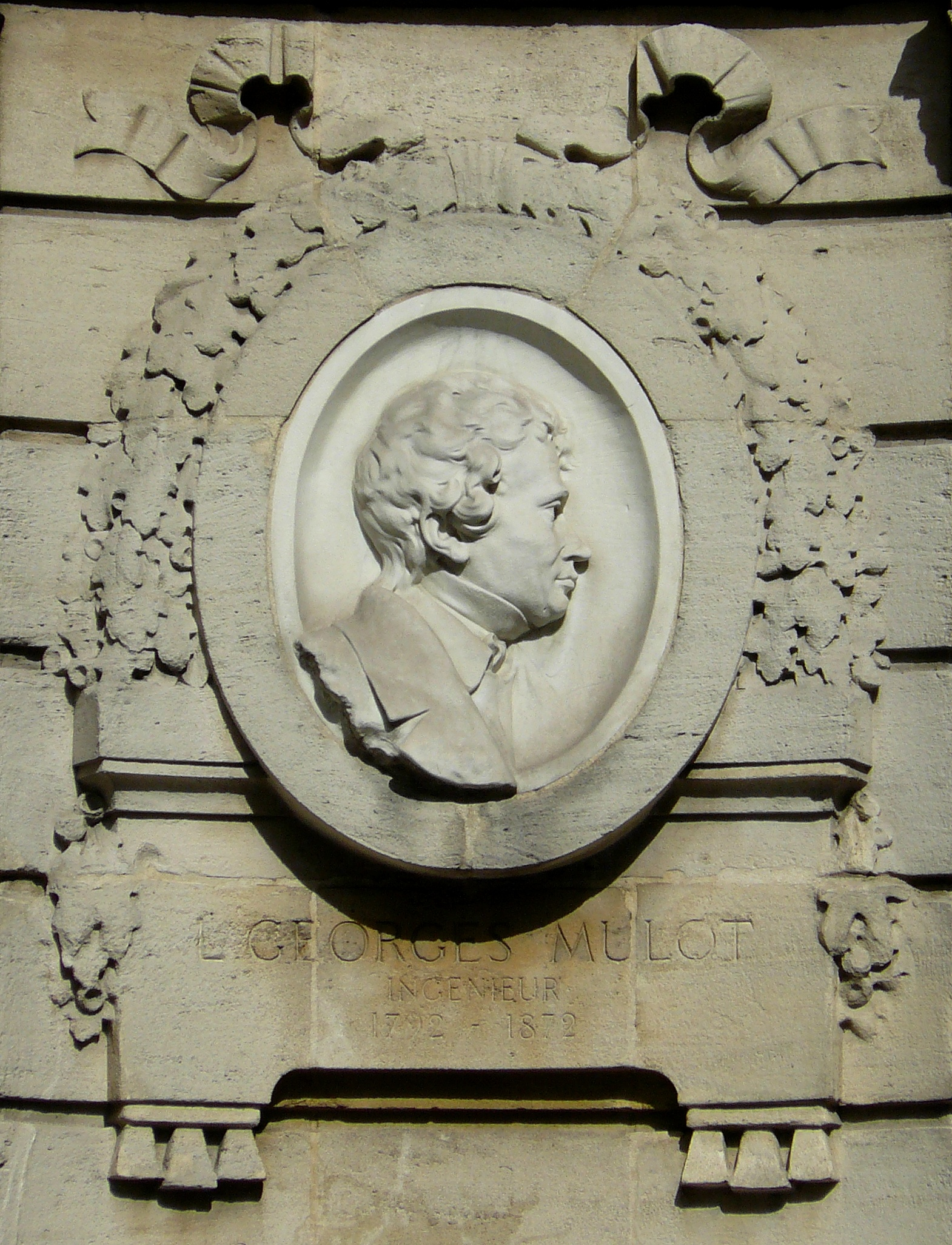
Louis-Georges Mulot (place Georges-Mulot), par Paul Waast
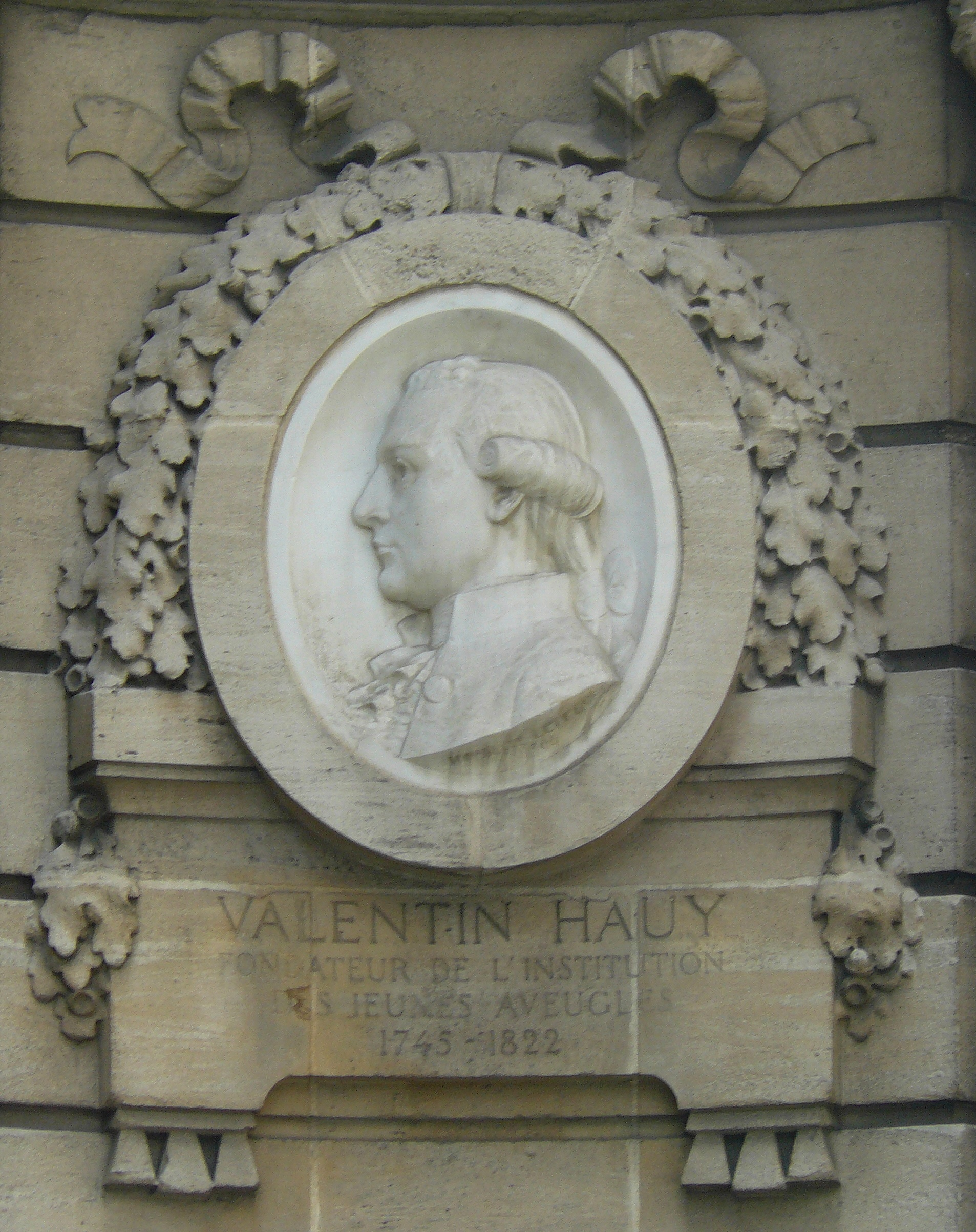
Valentin Haüy (rue Valentin-Haüy), par Hippolyte Lefèbvre
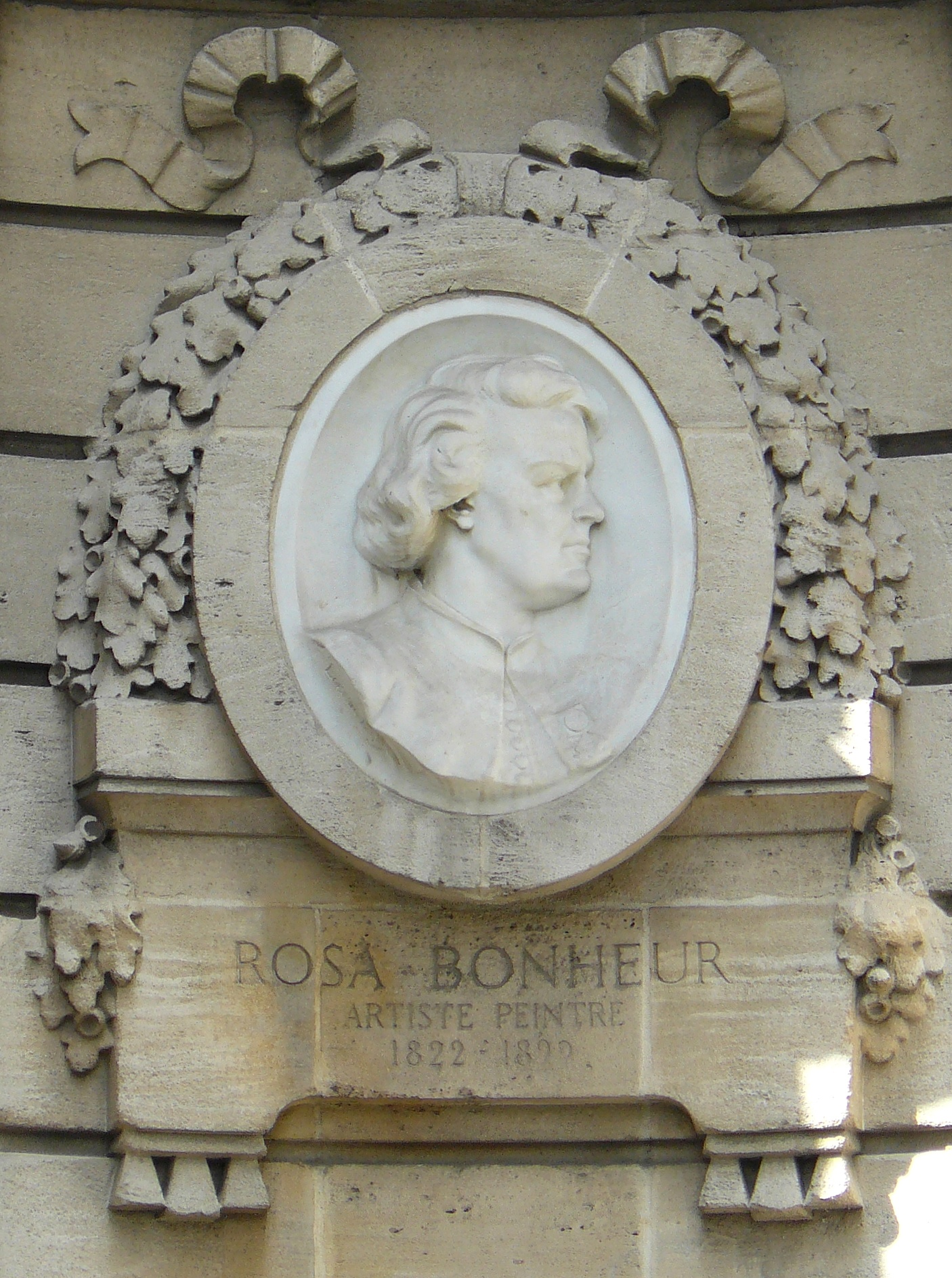
Rosa Bonheur (rue Rosa-Bonheur), par Georges Loiseau Bailly
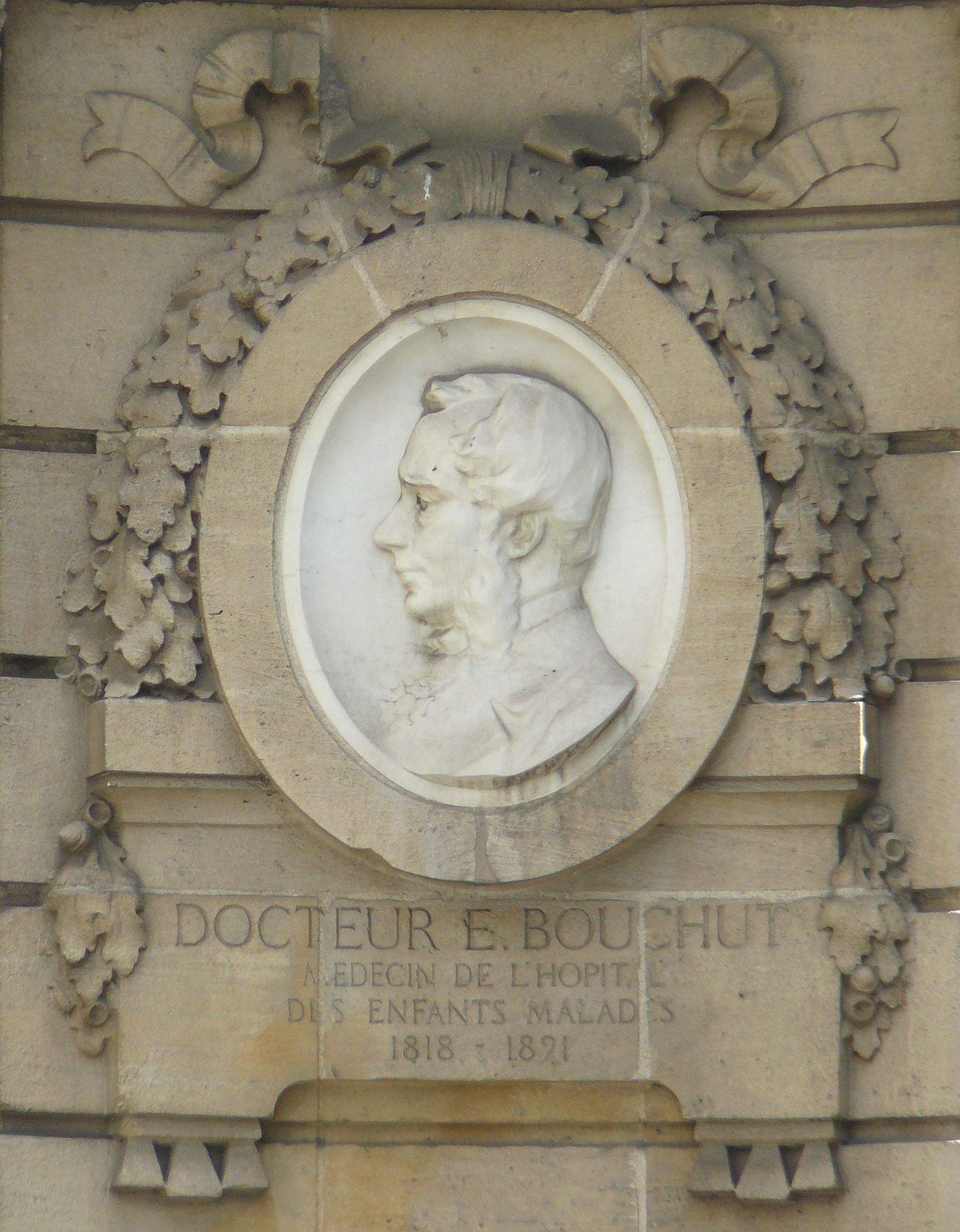
Eugène Bouchut (rue Bouchut), par Firmin Michelet

Un mascaron de bronze délivrait l'eau sur la face Sud du monument, mais il semble que le débit soit désactivé depuis un certain temps.